# جيري بيكر
جيري بيكر (بالإنجليزية: Gerry Baker)‏ (11 أبريل 1938 في الولايات المتحدة - 24 أغسطس 2013 في المملكة المتحدة) هو لاعب كرة قدم بريطاني وأمريكي في مركز الهجوم. شارك مع منتخب الولايات المتحدة لكرة القدم. أما مع النوادي، فقد لعب مع إيبسويتش تاون وكوفنتري سيتي ومانشستر سيتي ونادي برينتفورد ونادي سانت ميرين ونادي ماذرويل ونادي مارغيت ونادي هيبرنيان ونونيتون بورو ‏ ونادي ووستر سيتي وBedworth United F.C. ‏.

## وصلات خارجية
- جيري بيكر على موقع قاعدة بيانات كرة القدم.إي يو (الإنجليزية)
- جيري بيكر على موقع ناشيونال فوتبول تيمز (الإنجليزية)